# Bardelys el magnífico
Bardelys el magnífico (Bardelys the Magnificent, conocida también como El caballero del amor) es una película romántica muda estadounidense de 1926, dirigida por King Vidor y protagonizada por John Gilbert y Eleanor Boardman. La película se basa en la novela del mismo nombre de 1906 escrita por Rafael Sabatini. Fue la segunda película en la que actuó John Wayne, para entonces con 19 años, en un papel secundario.
Los escenarios de la película fueron diseñados por el director de arte James Basevi.

## Argumento
La película transcurre durante el reinado de Luis XIII. Cuando el conde Châtellerault no consigue ganar en matrimonio la mano de Roxalanne de Lavedan, a pesar de ofrecer indulgencia a su familia rebelde en caso de que aceptase, responde a la burla que le hace el marqués de Bardelys, un notorio mujeriego, apostando su patrimonio contra el de Bardelys a que este no logrará casarse con Roxalanne en tres meses. Si bien Bardelys no tiene deseos de casarse, cree que debe aceptar el desafío. Sin embargo, al enterarse de la apuesta, el rey le prohíbe a Bardelys buscar un matrimonio con alguien que pertenece a una familia rebelde.
Bardelys decide ignorar las órdenes del rey pues siente que está en juego su honor. Mientras se dirige al domicilio de los Lavedan, se encuentra con un hombre herido de muerte, Lesperon, quien le suplica le comunique su adiós a su amada, pero que muere antes de poderle decir su nombre. Bardelys entonces toma sus papeles y, cuando es increpado por un grupo de soldados reales, decide asumir la identidad de Lesperon para ocultar la suya, solo para descubrir que Lesperon es de hecho un traidor buscado. Bardelys escapa tras luchar contra ellos y, herido, busca refugio en la residencia de los Lavedan. Roxalanne lo atiende y lo oculta. Entretanto, Roxalanne y su familia descubren con enojo que ella es el objeto de la apuesta pública de Bardelys, quien prudentemente mantiene la identidad que ha asumido y se acerca más a Roxalanne.
Se declaran amor mutuo, pero ella descubre que Lesperon estaba comprometido y, furiosa por lo que ella cree son falsas declaraciones de amor, denuncia a Bardelys ante los soldados. Bardelys, aún bajo la identidad de Lesperon, es enviado a juicio por traición. Châtellerault, quien es el juez principal, se niega de manera maliciosa a confirmar su verdadera identidad y lo condena a muerte.
Roxalanne, enamorada aún de Bardelys y llena de culpa por ser la causa de su muerte inminente, se casa con Châtellerault bajo la promesa de dimitir la sentencia, pero el hombre rompe la promesa. Bardelys, en la horca, pierde tiempo para retrasar su ejecución hasta que aparece el rey para salvarlo. Bardelys busca a Châtellerault y rescinde la apuesta y su patrimonio para así poder proponerle matrimonio a Roxalanne con la conciencia tranquila. Los dos hombres luchan y Bardelys gana una y otra vez, cuando los soldados entran a arrestar a Châtellerault, quien se suicida en lugar de tener que pasar por la indignidad de un juicio. El rey entra para elogiar la habilidad de Bardelys con las mujeres, para molestia de Roxalanne, pero la mujer se tranquiliza cuando el rey afirma que es la primera vez que Bardelys intenta casarse.

## Estado de conservación
Durante muchos años la película se consideró perdida, y solo sobrevivían su avance y un breve fragmento en Show People (1928) de Vidor. De acuerdo con Robert Osborne en Turner Classic Movies, la MGM firmó un contrato con Sabatini en 1926, que le otorgaba a la MGM los derechos de la novela durante 10 años. En 1936, la MGM decidió no renovar los derechos y destruyó los negativos, así como todas las impresiones conocidas como se había acordado en el contrato.
En 2006, se encontró una copia casi completa de la película en Francia, faltando solamente el tercer carrete. La película se restauró utilizando imágenes fijas de producción y metraje del tráiler de la película para reemplazar la sección faltante, y se hizo disponible al público en 2008 para ser presentada en teatros y DVD en los EE. UU. En febrero de 2020, la película se presentó en el Festival Internacional de Cine de Berlín, como parte de una retrospectiva dedicada a la carrera de King Vidor.

## Reparto

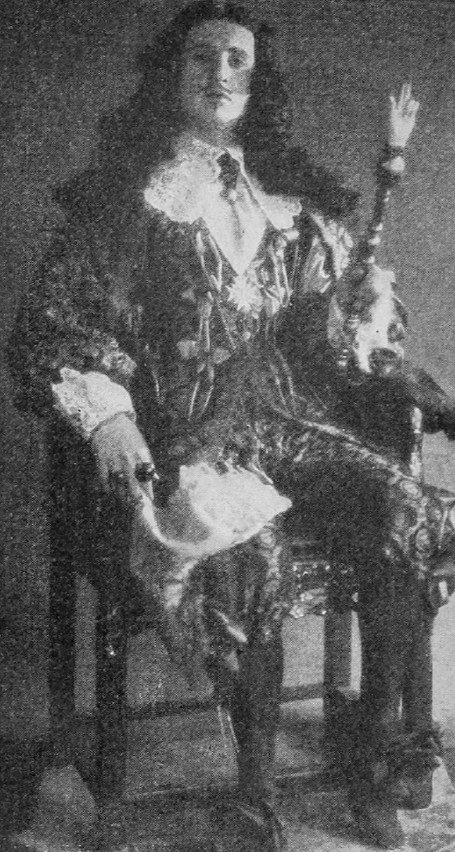
Arthur Lubin como el rey Luis XIII

- John Gilbert como el marqués Bardelys
- Eleanor Boardman como Roxalanne de Lavedan
- Roy D'Arcy como el conde Châtellerault
- Lionel Belmore como el vizconde de Lavedan
- Emily Fitzroy como la vizcondesa de Lavedan
- George K. Arthur como Sainte-Eustache
- Arthur Lubin como el rey Luis XIII
- Theodore von Eltz como Lesperon
- Karl Dane como Rodenard
- Edward Connelly como el cardenal Richelieu
- Fred Malatesta como Castelrous
- John T. Murray como Lafosse
- Joe Smith Marba como posadero (aparece en los créditos como Joseph Marba)
- Daniel G. Tomlinson como sargento de dragones
- Emile Chautard como Anatol
- John Wayne como guardia (no aparece en los créditos)
- Lou Costello como Extra (no aparece en los créditos)
- Joan Crawford como chismosa de la corte (no aparece en los créditos)[4]